# Ozsváth István
Ozsváth István (Kölesd, 1928. október 9. – Dallas, Texas, USA, 2013. november 27.) magyar származású, Amerikában élt matematikus, fizikus, csillagász, professzor emeritus.

## Életpályája
Gyönkön érettségizett a református gimnáziumban. 1947–1951 között az Eötvös Loránd Tudományegyetem matematika-fizika szakos hallgatója volt; az Eötvös Collegium tagja is volt. Itt ismerkedett meg Izsák Imrével (1929–1965) és Herczeg Tiborral. 1951-től a Svábhegyi Csillagvizsgáló ösztöndíjas gyakornoka volt. 1955-től az I. Stellárasztronómiai osztály munkatársa volt. 1956-ban elhagyta Magyarországot. Hamburgba került, ahol 1960-ban doktorált gyakorlati csillagászatból. 1963–2013 között az Egyesült Államokban, a Texasi Egyetemen dolgozott, oktatott és kutatott. 2011–2013 között a Magyar Tudományos Akadémia XI. Fizikai Tudományok Osztálya tagja volt.

### Munkássága
Kutatási területe az általános relativitáselmélet kozmológiai vonatkozásai voltak. Az Einstein-féle téregyenletek egyértelmű megoldásait vizsgálta különböző kozmológiai modellekben. Ennek során fejlesztett ki differenciálgeometriai módszereket a világ szerkezetének és dinamikájának tárgyalására.
Sírja az Emanu-El Cemetery-ben található.

## Művei
- Négy előadás a föld keletkezésének elméletéről (1952)
- Az égitestek kora (1954)
- A tejút (1955)
- Klasszikus térelmélet (1955)
- A csillaghalmazok fejlődése (1956)